# 3550 Link
3550 Link este un asteroid din centura principală, descoperit pe 20 decembrie 1981 de Antonín Mrkos.